# Малуэ, Пьер Виктор
Барон Пьер-Викто́р Малуэ (фр. Pierre-Victor Malouet; 11 февраля 1740, Рьом — 7 сентября 1814, Париж) — французский публицист и политический деятель, с апреля по сентябрь 1814 года — морской министр Франции.

## Биография
Родился в Рьоме (ныне — в департаменте Пюи-де-Дом) 11 февраля 1740 года в семье адвоката. Он поступил на государственную службу и работал последовательно во французском посольстве в Лиссабоне, в административном отделе армии герцога де Брольи, как комиссар в Сан-Доминго в 1767—1774 годах, а после его возвращения во Францию — как генеральный комиссар по морским делам. В 1776 году ему было поручено осуществить планы колонизации французской Гвианы, но был заменён на этой должности в 1779 году.
По возвращении во Францию он был хорошо принят при дворе, и выполнение его планов в Гвиане было обеспечено. Он получил должность интенданта в порту Тулона.
В 1789 году Малуэ был избран в Генеральные штаты от третьего сословия и позднее стал депутатом Национального собрания, где вскоре приобрёл известность одного из главных защитников монархии (вместе с Мунье). Однако в дебатах осени 1789 года сторонники Мунье и Малуэ по ряду ключевых вопросов (о вето короля и о форме будущего парламента) уступили левой части Собрания, и влияние Малуэ быстро пошло на спад.
Малуэ эмигрировал в Англию в сентябре 1792 года, но вскоре начал тщетно просить разрешение вернуться, чтобы помочь в защите Людовика XVI. Его имя было вычеркнуто из списка эмигрантов в 1801 году Наполеоном, который восстановил его в положение на службе и отправил его в Антверпен в качестве генерального комиссара и морского префекта для надзора за возведением оборонительных сооружений, а также созданием флота.
Малуэ вошёл в Государственный совет в 1810 году, но, оскорбив императора своей дерзостью, был с позором изгнан в 1812 году. После Реставрации Бурбонов Людовик XVIII сделал его морским министром. Он умер 7 сентября 1814 года.